# Meath Park
Meath Park es un pueblo canadiense situado en la provincia de Saskatchewan.

## Superficie
Meath Park tiene una superficie de 0,53 km².

## Demografía
En 2021, tenía 169 habitantes, una densidad poblacional de 318,1 hab./km², y 86 viviendas.